# Kenta Yamafuji
Kenta Yamafuji (født 14. november 1986) er en japansk fodboldspiller.